# قتلة زهرة القمر
قتلة زهرة القمر: جرائم قتل أوسيدج وولادة مكتب التحقيقات الفيدرالي (إنجليزية: Killers of the Flower Moon: The Osage Murders and the Birth of the FBI) هو كتاب غير روائي صدر عام 2017 للصحفي الأمريكي ديفيد جران حول جرائم قتل السكان الأصليين في أوسيدج. وقد أدرجت مجلة تايم كتاب قتلة زهرة القمر كواحد من أفضل عشرة كتب غير روائية لعام 2017. وقد تم ترشيح رواية سابقة حول نفس الموضوع، بعنوان روح حقيرة (إنجليزية: Mean Spirit) للمؤلفة تشيكاسو ليندا هوجان، لجائزة بوليتزر في عام 1991. وقد صدر فيلم مقتبس عن الكتاب بنفس الاسم من إخراج مارتن سكورسيزي في أكتوبر 2023.

## أصل التسمية
مجلة The Old Farmer's Almanac، كانت قد بدأت بنشر أسماء مراحل اكتمال القمر لأول مرة في الثلاثينيات، وقد قامت بإطلاق الاسم الذي أطلقته القبائل الأمريكية على القمر المكتمل في شهر مايو باسم " زهرة القمر " تيمنا بالزهور التي تتفتح في جميع أنحاء أمريكا الشمالية، وتعبيرا عن الازدهار وقرب قدوم الربيع بعد شتاء بارد وقاس.
يرجع أصل التسمية إلى قصيدة "Wi’-gi-e" للشاعرة الأوسيدجية إليز باشن، والتي كانت قد كتبتها من منظور شخصية مولي كايل. كانت إليز باشن على تواصل مستمر مع دافيد جران، وقد أرسلت له القصيده بنفسها ليتم نشر مقتطفات منها في النسخة النهائية من الكتاب.

## ملخص
يحقق الكتاب في سلسلة من جرائم القتل التي تعرض لها مواطنون أوسيدجيون أصليون أثرياء في مقاطعة أوسيدج، أوكلاهوما، في أوائل العشرينيات من القرن العشرين وذلك بعد اكتشاف احتياطات نفطية كبيرة في أراضيهم. بعد منح مواطني الأوسيدج الأصليين حقوق إقطاع من المحكمة للأرباح الناتجة عن احتياطات النفط الموجودة في أراضيهم، يستعد مواطنوالأوسيدج الأصليون لاستلام ما يحق لهم قانونا من ثروات ناتجة عن مبيعات احتياطاتهم النفطية.
كان يُنظر إلى مواطني أوسيدج الأصليين على أنهم " وسطاء " لتمرير الثروة، وتم تدبير مؤامرة معقدة لتصفية والتخلص من حائزي إرث أوسيدج واحد تلو الآخر بأي وسيلة كانت. وفقا للبيانات الرسمية، وصل عدد ضحايا مواطني أوسيدج الأصليين الأثرياء إلى 20 شخصًا على الأقل، لكن يشتبه غران في أنه ربما يكون قد تم قتل المئات الآخرين بسبب ارتباطاتهم المحتملة بالاحتياطات النفطية. يقدم الكتاب تفاصيل التحقيقات التي أجراها مكتب التحقيقات الفيدرالي المشكل حديثًا وقتئذ في جرائم القتل، وكذلك المحاكمة النهائية وإدانة مربي الماشية ويليام كينج هيل باعتباره العقل المدبر وراء المؤامرة.

## استقبال الكتاب
يعتبر موقع Book Marks للمراجعات أن "قتلة زهرة القمر" قد حاز في المجمل على أراء استحسان إيجابية من النقاد الأدبيين.
اعتبر الصحفي ديف إيجرز في The New York Times أن الكتاب "مثير جدا للانتباه" وكتب عنه، "في هذه الصفحات يتناول دافيد جران بالذكر بمنتهى الإتقان فصلا منسيا من التاريخ الأمريكي، ومن خلال الاستعانة ببعض مواطني أوسيدج الأصليين المعاصرين، يسلط دافيد جران الضوء على مؤامرة دنيئة تخطت أهوالها بكثير الرعب الذي سببته خلال تلك الأربع سنوات. إن هذا الكتاب يحرق الروح." 
وقد أشاد شين وودز من Rolling Stone بكتاب دافيد جران قائلا، " في هذا الكتاب الجديد المذهل ... يسرد لنا دافيد جران قصة قتل وخيانة وبطولة لأمة في صراعها للتخلص من ثقافتها المحدودة في سبيل الانفتاح على العالم الحديث. قصة مليئة بشخصيات أسطورية من ماضينا مثل جهاز Texas Rangers، وأباطرة الفساد والسرقة، والمحققون الخاصون، وعصابات الاغتيالات مثل Al Spencer gang. يمكن تصنيف قصة دافيد جران كسجل للتاريخ السري لترسيم الحدود الأمريكية." 
ويقول مراجع من Publishers Weekly، "إن كاتب النيويوركر دافيد جران قد صقل اسمه كقاص وحكاء عبقري بهذه القصة عن ملاحقة جريمة حقيقية، والتي تتناول سلسلة فظيعة ومرعبة من جرائم الاغتيال والغير منتشرة نسبيا والتي حدثت معظمها في أوكلاهوما في عشرينيات القرن العشرين." 
وقد كتب دافيد آرونوفيتش في The Times، " هناك حبكة خادعة محبطة ومدعاة للحسرة في نهاية الكتاب، والتي تعطي بدورها ثقلا وبعدا أخلاقيا يذكر الأمريكيين بالتكلفة الباهظة التي تكلفتها دعوة القومية الأمريكية. حبكة تعود في الأصل لبراعة وذكاء الصحفي دافيد جران المتناهيين. ربما لم نكن لنكتشف هذه المأساة لولا هذه الملحمة البحثية. 

## الفيلم
تم تحويل الكتاب إلى فيلم من إخراج مارتن سكورسيزي وبطولة ليوناردو دي كابريو وروبرت دي نيرو وليلي جلادستون وبريندان فريزر وجون ليثجو وجيسي بليمونز بميزانية تزيد عن 200 مليون دولار. صدر على شكل مسرحي بواسطة باراماونت بيكتشرز في أكتوبر 2023 وتم بثه على أبل تي في بلاس.
على الرغم من أن دور توم وايت، عميل مكتب التحقيقات الفيدرالي الرئيسي، كُتب في البداية من أجل دي كابريو، إلا أن دي كابريو دفع لتغيير دوره إلى ابن شقيق الخصم الأساسي للفيلم، الذي لعبه دي نيرو. نتيجة لذلك، تم اختيار جيسي بليمونز في دور توم وايت ليحل محل دي كابريو، بينما تم اختيار دي كابريو في دور إرنست بوركهارت.